# Instituto Nacional da Propriedade Industrial (Brasil)
O Instituto Nacional da Propriedade Industrial (INPI) é uma autarquia federal brasileira, criada em 1970 e vinculada ao Ministério do Desenvolvimento, Indústria e Comércio Exterior (MDIC). Localiza-se na cidade do Rio de Janeiro, Brasil. Antecedido pelo Departamento Nacional da Propriedade Industrial.

## Finalidade
Tem por finalidade principal, segundo a Lei 9.279/96 (Lei da Propriedade Industrial), executar, no âmbito nacional, as normas que regulam a Propriedade Industrial, tendo em vista a sua função social, econômica, jurídica e técnica. É também sua atribuição pronunciar-se quanto à conveniência de assinatura, ratificação e denúncia de convenções, tratados, convênios e acordos sobre propriedade industrial.

## Competências
O Instituto Nacional da Propriedade Industrial é o órgão do Estado brasileiro responsável pelo registro e concessão de marcas, patentes, Desenho Industrial e Trade Dress e pela regulação dos direitos sobre transferência de tecnologia, denominações e indicações geográficas, programas de computador e topografias de circuito integrado, bem como por outras formas de propriedade industrial e intelectual.

## Criação
Criado em substituição ao antigo Departamento Nacional de Propriedade Industrial, o Instituto agregou às tarefas tradicionais de concessão de marcas e patentes, a responsabilidade pela averbação dos contratos de transferência de tecnologia e, posteriormente, pelo registro de programas de computador, contratos de franquia empresarial, registro de desenho industrial e de indicações geográficas. A propriedade intelectual é um tema de crescente importância para a economia do País e um canal de inserção na comunidade internacional. O INPI está empenhado em torná-la um instrumento cada vez mais poderoso dentro da política industrial e tecnológica. Neste sentido, vem aprofundando o processo de modernização e de descentralização de suas atividades. Uma de suas principais metas é alcançar uma atuação mais ativa e dinâmica junto a seus clientes, privilegiando a inovação e o atendimento a novas demandas. Assim, o INPI vem disponibilizando as informações tecnológicas de seu acervo de mais de 20 milhões de documentos de patentes a empresas, órgãos do governo, através de programas específicos.
Este movimento é acompanhado, também, por uma participação ativa do Instituto, junto a outros órgãos do governo federal, nos debates e negociações implementados em foros internacionais, buscando sempre o estabelecimento de um ambiente adequado aos interesses nacionais.  

## A sede
A atual sede do INPI se encontra no Rio de Janeiro e foi transferida do edifício "A Noite" para o edifício da "White Martins" no início de 2007. Atualmente ainda existem atividades do INPI no edifício "A Noite".
O edifício "A Noite" desde sua conclusão representou uma ruptura e um marco frente ao que se havia construído até então no centro do Rio de Janeiro. O edifício possui 22 andares, correspondentes a 30 de um prédio moderno, devido a seu pé-direito ampliado e é o único no Brasil que atende às normas de segurança internacional. Foi, na sua época, a maior construção estruturada em concreto armado do Rio de Janeiro. São art-déco as referências de sua área externa, bem como as das áreas internas de uso comum, essas últimas já bastante desfiguradas por sucessivas reformas malconduzidas. Os responsáveis pelo projeto arquitetônico foram Joseph Gire, o arquiteto francês que alguns anos antes projetara o Copacabana Palace e Eliziário Bahiana, responsável pelo projeto do novo Viaduto do Chá em São Paulo. Tanto o hotel como o A Noite materializaram novas referências para o desenvolvimento arquitetônico da cidade, embora o impacto de sua construção tenha sido diferenciado. O hotel catalisou a construção de diversos edifícios residenciais de alto nível. Esse núcleo original enraizou-se no imaginário coletivo, passando a se constituir em padrão de "morar bem" para a construção civil.